# JR西日本キハ127系気動車
キハ127系気動車（キハ127けいきどうしゃ）は、西日本旅客鉄道（JR西日本）の一般形気動車。
本項では、キハ127系と同時に同じコンセプトで製造された両運転台型のキハ122系気動車（キハ122けいきどうしゃ）についても記述する。
えちごトキめき鉄道に所属する同系車についてはえちごトキめき鉄道ET122形気動車を参照。

## 概要
姫新線輸送改善工事に伴って導入されたもので、事業費の一部を兵庫県・姫路市・たつの市・佐用町が負担している。同様の資金調達法は湖西線・北陸本線の521系、小浜線の125系、山陰本線のキハ121系・126系でも行われた。
2008年（平成20年）8月26日に、JR西日本から本系列を19両（1両編成×7本、2両編成×6本）新製することが発表された、2009年（平成21年）3月14日から営業運転を開始した。19両全てが新潟トランシス新潟事業所（新潟県北蒲原郡聖籠町）で製造された。
営業運転開始を前に糸魚川駅へ納入回送され、2008年（平成20年）9月20日と翌21日に同駅の赤レンガ倉庫で、同年10月10日には網干総合車両所の公開に合わせて展示された。

## 構造

### 車体
車体は骨組み、外板等にステンレス鋼を使用したオールステンレス車両で、安全への対応として車体強度を高めた設計とし、また車体断面形状や外板部材は321系や521系と可能な限り共通化をはかっている。運転台部は普通鋼製で前面強化をはかっており、221系や223系の流れを汲む意匠とした。乗務員室は貫通構造となっており、他車との連結の際には、運転室側を仕切ることができる。運転台は、左側に主幹制御器、右側にブレーキのハンドルを配置した、横軸2ハンドル仕様となっており、運転台右側には、モニタ装置のパネルが組込まれている、客用扉は、片側2箇所に押しボタン式の半自動両開き扉を設置しており、ステップは廃されている（そのため、使用線区ではプラットホームを嵩上げして対応した）。キハ127形の非運転台側車端部には転落防止幌が設置されている。連結器は、当系列のみで独立運用を組むことから、電車と同様の密着連結器としている。
外観デザインは、編成のラインに稲穂をイメージしたイエローと赤とんぼをイメージしたオレンジの間に、透明感を出すアクセントとしてホワイトを配している。

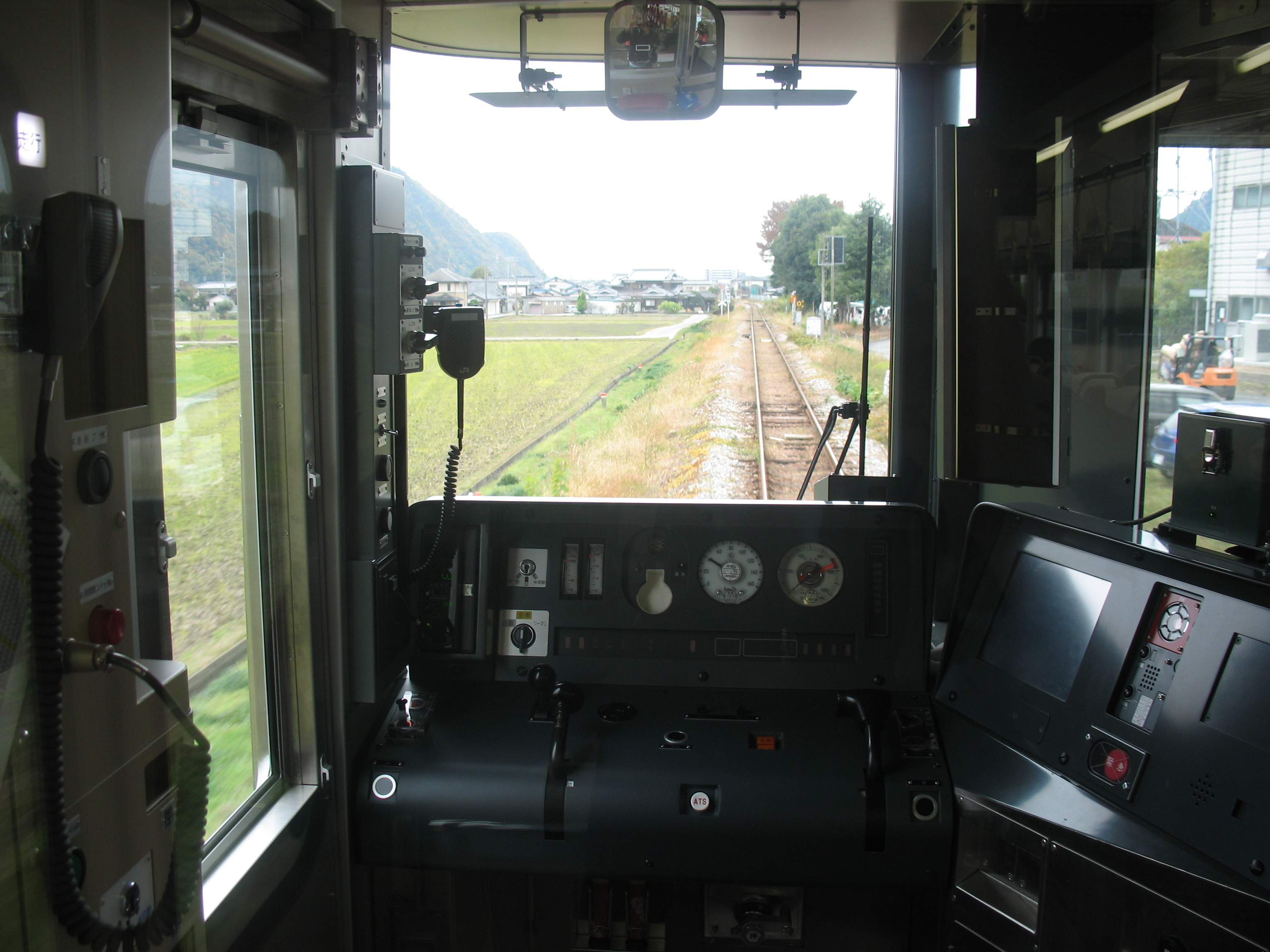
運転席
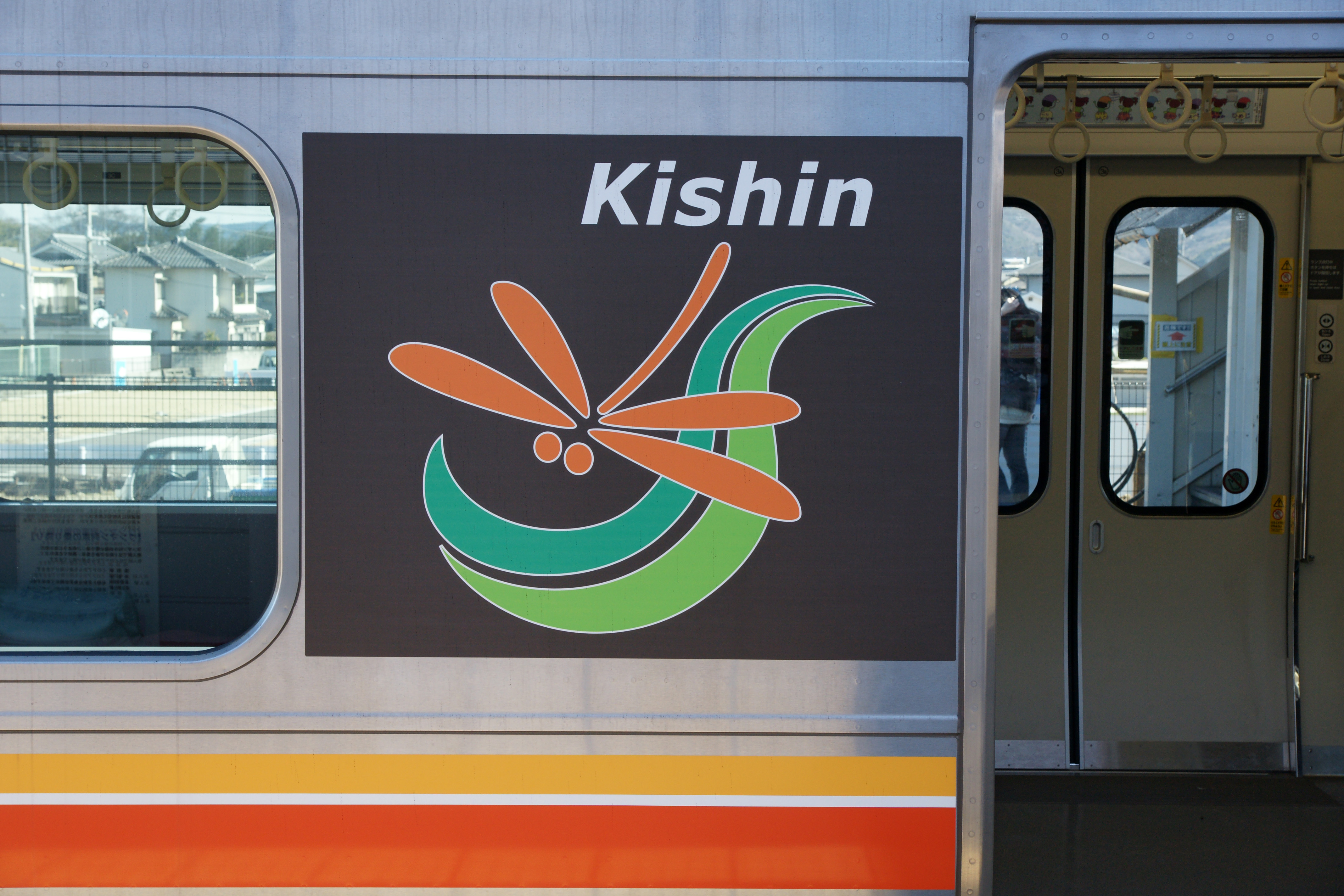
車体側面ロゴ

### 主要機器
走行機関として過給機および吸気冷却装置付きのコマツ製 SA6D140HE-2（450 ps/2,100 rpm）が1台搭載されている。コモンレール燃料噴射システムと1気筒当たりの吸排気バルブの総数を4つとした4バルブ方式を採用したことで、排気ガス中の窒素酸化物や、ばい煙などを低減している。
空調装置などのサービス用電源装置として、エンジンの駆動力を利用した発電機（WDM112）と整流装置（WARS30, WARS31）が搭載されており、用途に応じて、三相交流440 V・38 kVA、交流100 V・10 kVA、直流100 V・5 kW、直流24 V・2 kWの4種類が供給できる。
空気圧縮機には、実績のあるベルト駆動式（C600）が採用されている。キハ121系・キハ126系で採用されたベルトレス式は、油上がりに起因する不具合が発生したことから採用が見送られた。
台車は、円錐積層ゴム式軸箱支持方式を採用したボルスタレス台車である。前位寄りには動力台車、後位寄りには付随台車を1台ずつ使用し、動力台車は2軸駆動式の WDT65、付随台車は WTR248 である。
ブレーキには、台車ごとの制御となる機関ブレーキ・排気ブレーキ併用電気指令式空気ブレーキが採用されており、基礎ブレーキ装置は踏面ユニットブレーキ（動軸）・ディスクブレーキと踏面ユニットブレーキの併用（従軸）となっているほか、キハ121系・キハ126系からの改良点として滑走防止機能が追加されている。
車両情報制御システムとしてTICSが搭載されている。

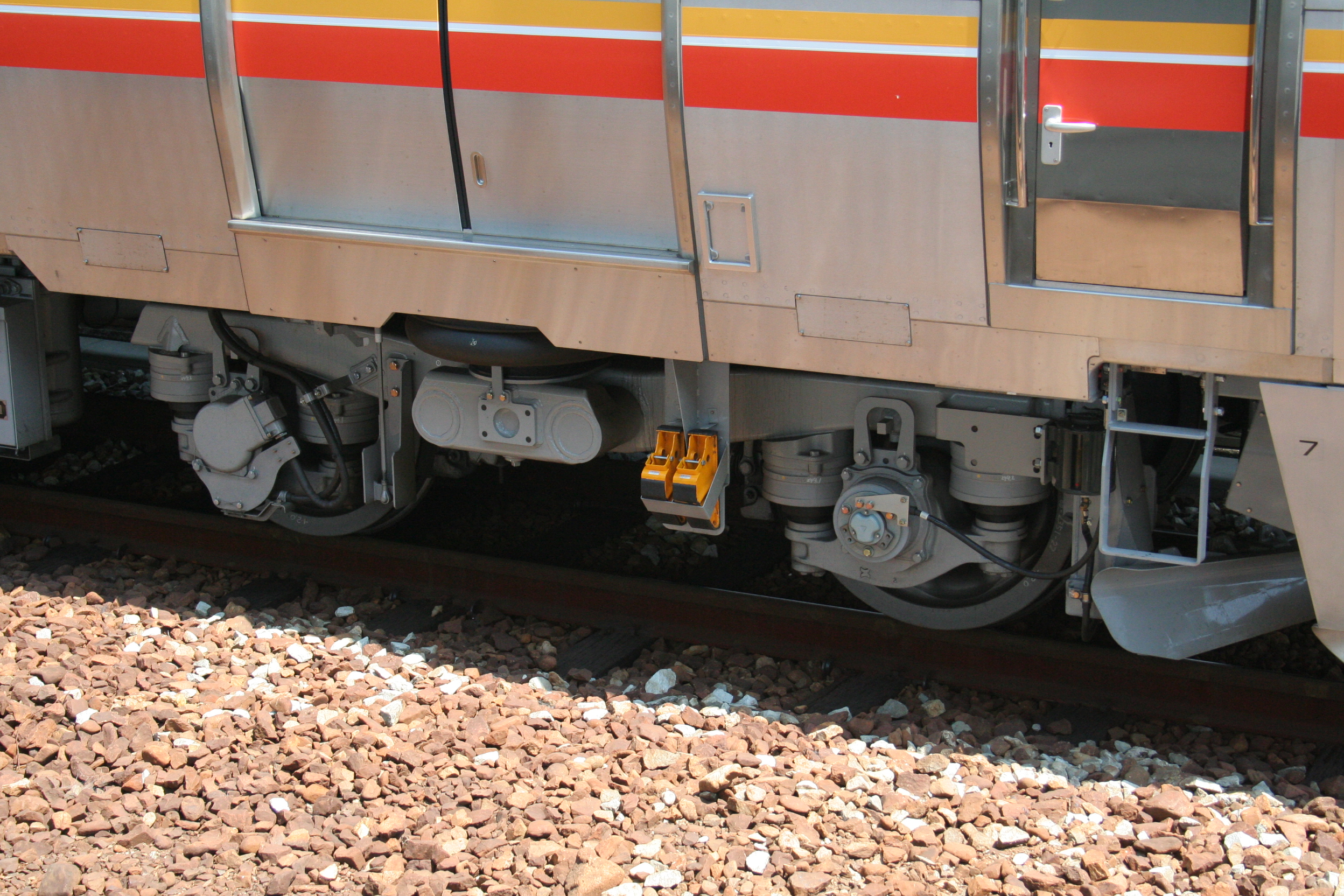
台車周り

### 車内
521系・125系電車の設備やレイアウトを取り入れており、側窓は、内倒れ式の熱線吸収複層合わせガラスを採用している。客室座席は1列+2列の転換クロスシート（ただし車端部は、下記設備の在る部位を除きロングシート）としている。
移動制約者に配慮し、車椅子対応トイレと車椅子スペース（キハ122形・キハ127形0番台）が設置されている。
車外の正面・側面にはLED式行先表示機、車内にはLED式案内表示機の設置ともに、出入口付近には整理券発行機、乗務員室と客室との仕切部分には、運賃表示器と両替機能付きの運賃箱が設置されており、ワンマン運転に対応している。

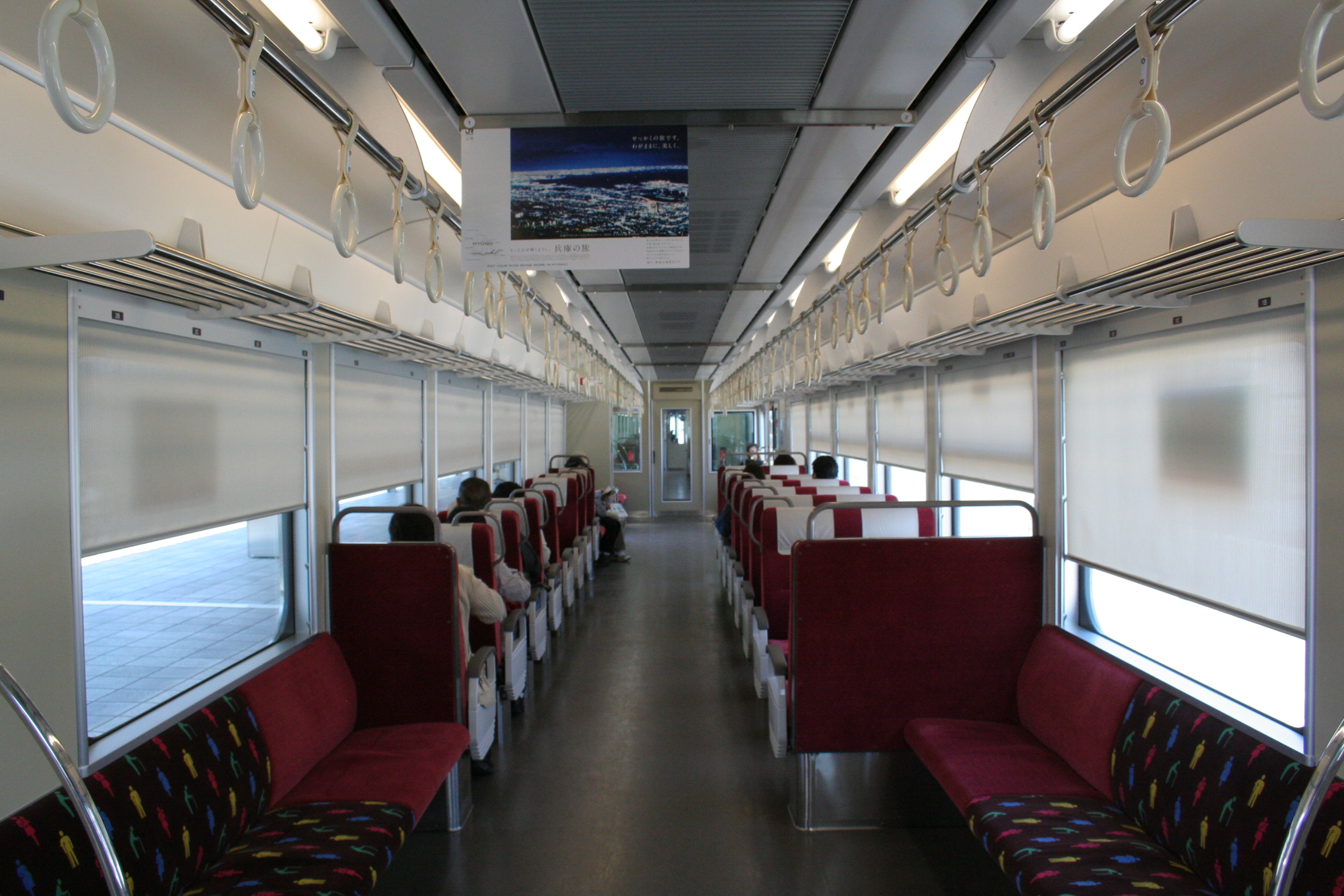
車内（キハ127形）
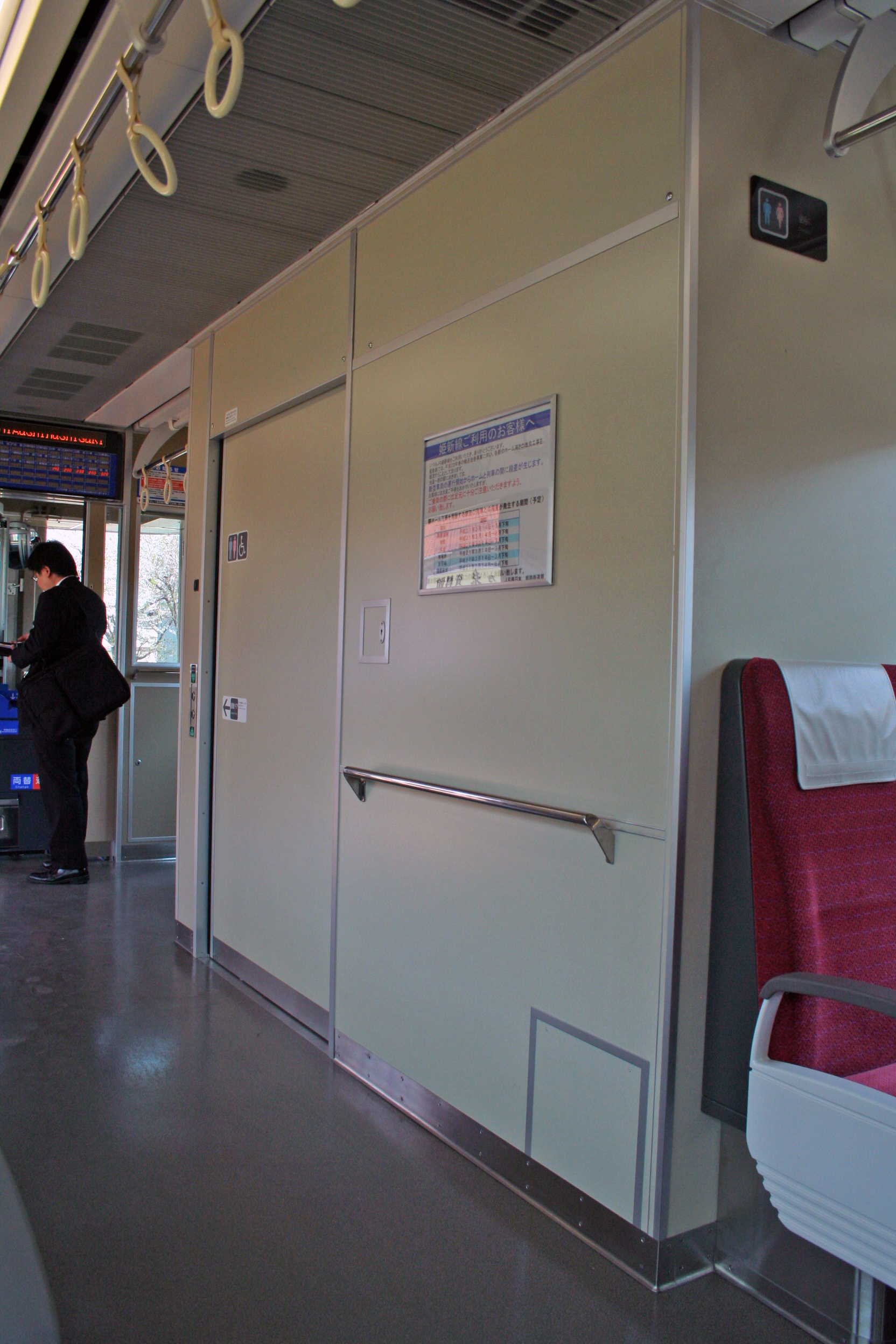
トイレ外観

## 形式・編成
両運転台形のキハ122系（キハ122形）と片運転台形のキハ127系（キハ127形）の2系列（形式）が存在する。キハ127系は、基本的にトイレつきの0番台とトイレなしの1000番台で2両編成を組むが、キハ122形+キハ127形の片側で2両編成を組むこともできる。
| ← 上月姫路 → | ← 上月姫路 →        | ← 上月姫路 →           |
| ------------ | ------------------- | ---------------------- |
| キハ122系    | キハ122 -#0 （cMc） |                        |
| 定員         | 113                 |                        |
| キハ127系    | キハ127 -#0 （Mc1） | キハ127 -#1000 （Mc2） |
| 定員         | 130                 | 138                    |

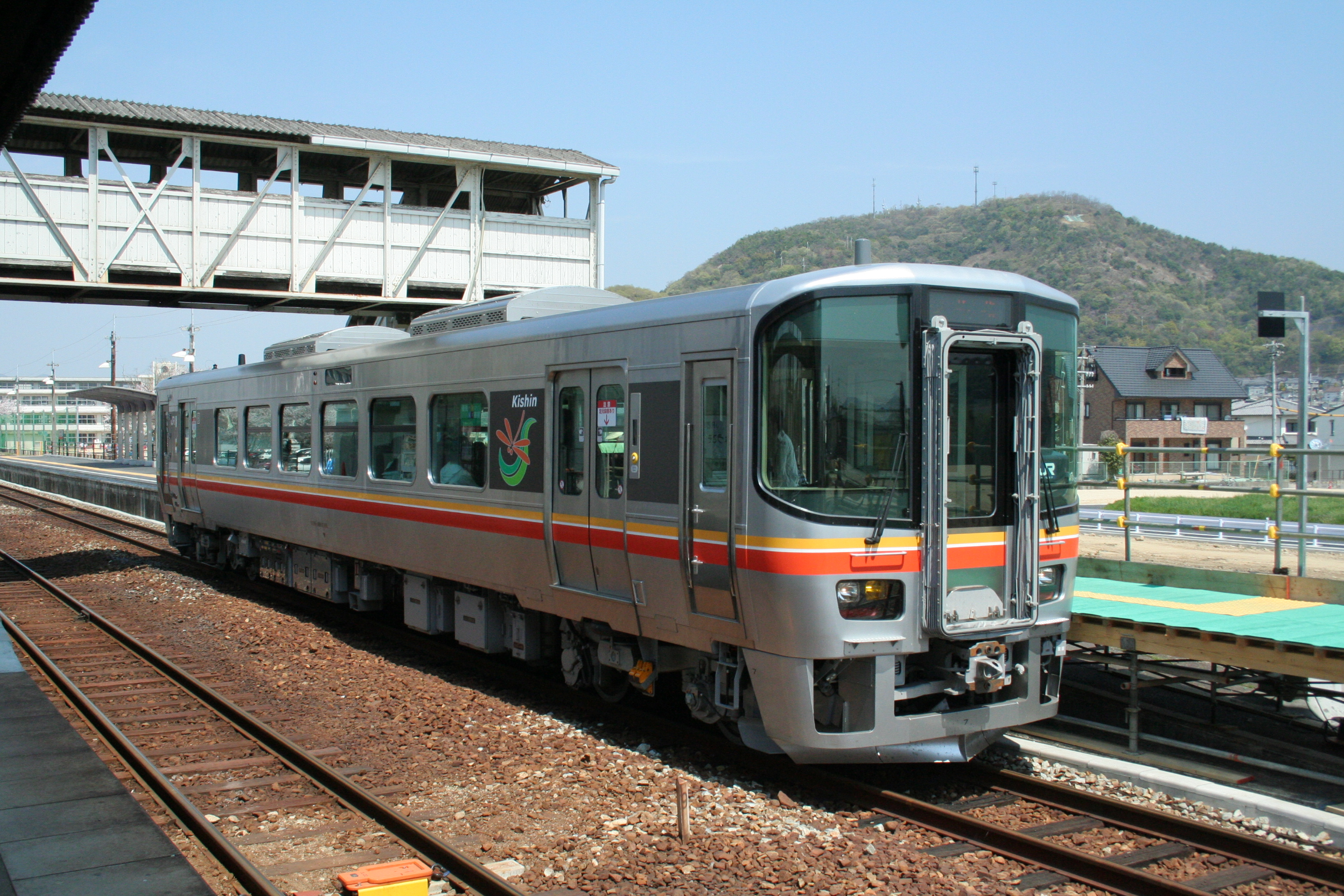
キハ122系 （2009年4月12日 本竜野駅）
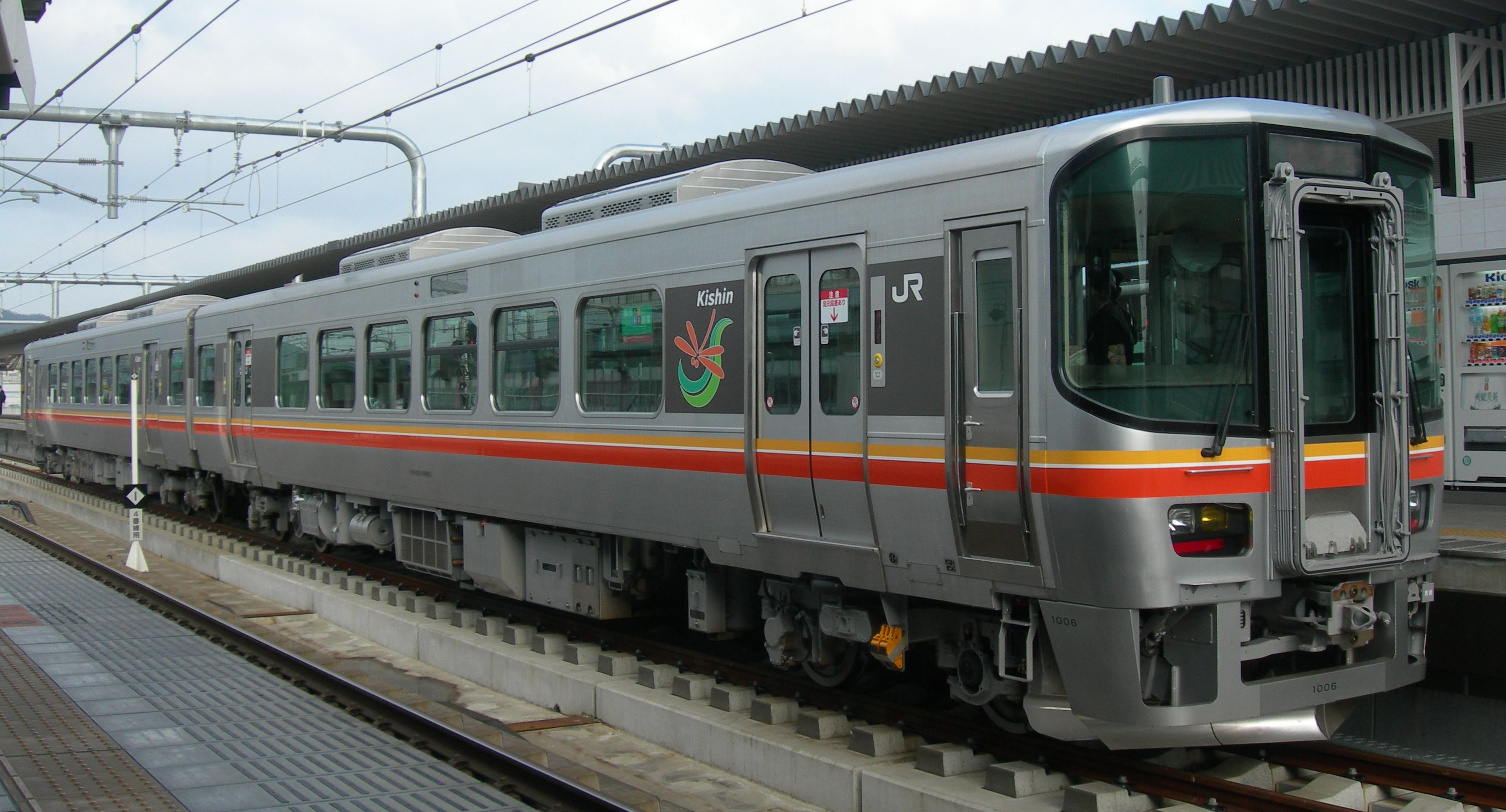
キハ127系2両編成 （2009年3月23日 姫路駅）

## 運用
2025年（令和7年）4月1日現在、全車が網干総合車両所余部派出所（旧：姫路鉄道部）に配置され、姫新線姫路駅 - 上月駅間で運用されている。輸送改善工事完了後の2010年（平成22年）3月13日から、最高速度100 km/hでの営業運転が開始された。
2009年（平成21年）11月から12月にかけて、キハ122系1両にハイブリッドシステムを搭載し、試験走行を行った。

## 車歴表
2025年（令和7年）4月1日現在
- 全車新潟トランシスで製造
- 全車網干総合車両所余部派出所所属

| ← 上月姫路 → | ← 上月姫路 → | ← 上月姫路 → |
| ------------ | ------------ | ------------ |
| キハ 122     | 落成日       | 備考         |
| 1            | 2008/09/30   |              |
| 2            | 2008/12/19   |              |
| 3            | 2009/01/23   |              |
| 4            | 2009/01/23   |              |
| 5            | 2009/01/23   |              |
| 6            | 2009/01/23   |              |
| 7            | 2009/01/23   |              |

| ← 上月姫路 → | ← 上月姫路 → | ← 上月姫路 → | ← 上月姫路 → |
| ------------ | ------------ | ------------ | ------------ |
| キハ 127     | キハ 127     | 落成日       | 備考         |
| 1            | 1001         | 2008/09/30   |              |
| 2            | 1002         | 2008/11/28   |              |
| 3            | 1003         | 2008/11/28   |              |
| 4            | 1004         | 2008/11/28   |              |
| 5            | 1005         | 2008/12/19   |              |
| 6            | 1006         | 2008/12/19   |              |